# القاضي في الإسلام
القاضي في الإسلام شخص ولي القضاء ليحكم بين المتنازعين وفقا للشريعة الإسلامية.
كما يقوم بوظائف مرتبطة بمهمته مثل الوساطة وولاية الأطفال الأحداث واليتامى وغيرها.
والقضاء من عمل الرسل  ورسول الإسلام محمد - صلى الله عليه وسلم - صاحب الرسالة الخاتمة والدائمة كما كان مأمورا بالدعوة والتبليغ كان مأمورا بالحكم والفصل في الخصومات
وقد ورد في القرآن الكريم في غير ما أية ما يشير إلى ذلك، منها قوله تعالى: ﴿ فَاحْكُمْ بَيْنَهُمْ بِمَا أَنْزَلَ اللَّهُ وَلَا تَتَّبِعْ أَهْوَاءَهُمْ عَمَّا جَاءَكَ مِنَ الْحَقِّ ﴾ [المائدة:48]
وتدل علي مشروعية القضاء أحاديث كثيرة منها ما رواه عمرو بن العاص -رضي الله عنه- عن النبي - صلى الله عليه وسلم - أنه قال:( إذا حكم الحاكم فاجتهد ثم أصاب فله أجران، وإذا حكم فاجتهد ثم أخطأ فله أجر ) وقوله - صلى الله عليه وسلم -: ( لا حسد إلا في اثنين: رجل آتاه الله مالا فسلطه على هلكته في الحق، ورجل آتاه الله حكمة فهو يقضي بها ويعلمها ).
وحكمه فرض كفاية بإجماع العلماء وللقاضي دور كبير في اتخاذ القرارات ولأجل اهميته تلك  أحاط الخلفاء الراشدون ورؤساء الدولة الإسلامية القضاء بكل مظاهر الإجلال والتكريم، وصانوه عن التدخل ضمانا للحق وإرساء للعدل فلم يسعوا إلى تحويل الأحكام لصالحهم، أو لصالح من يحبون، وانما امتثلوا لأحكام القضاء بالاحترام والتنفيذ فكانوا يقبلون الأحكام الصادرة ضدهم راضين وينفذونها طائعين.
ومن أشهر قضاة المسلمين شريح بن الحارث وله قصص واحاديث كثيرة.
مع ازدياد النمو السكاني، ازداد معه متطلبات الناس واحتياجاتهم، الأمر الذي أدى إلى فشو المعاملات المالية بكافة أشكالها مما أدى إلى ظهور صراعات ونزاعات بين بعض الأفراد في المجتمع، وذلك نتيجة الطمع والجشع وحظوظ النفس، مع الوقت ازدادت تلك الصراعات والخلافات من أجل مصالح دنيوية، وبالتالي دعت الحاجة إلى منظومة قادرة على الحد من تلك الخلافات ورد اعتداء الظالم وإعادة الحقوق إلى أصحابها، فوضع الإسلام منظومة القضاء استجابةً، والتي أنشائها النبي محمد والذي كان أول قاضٍ في الإسلام، ثم قام بعد ذلك نتيجة توسع الدولة بتعيين الصحابة لتولي مهمة القضاء.

## مراحل تطور القضاء في الإسلام

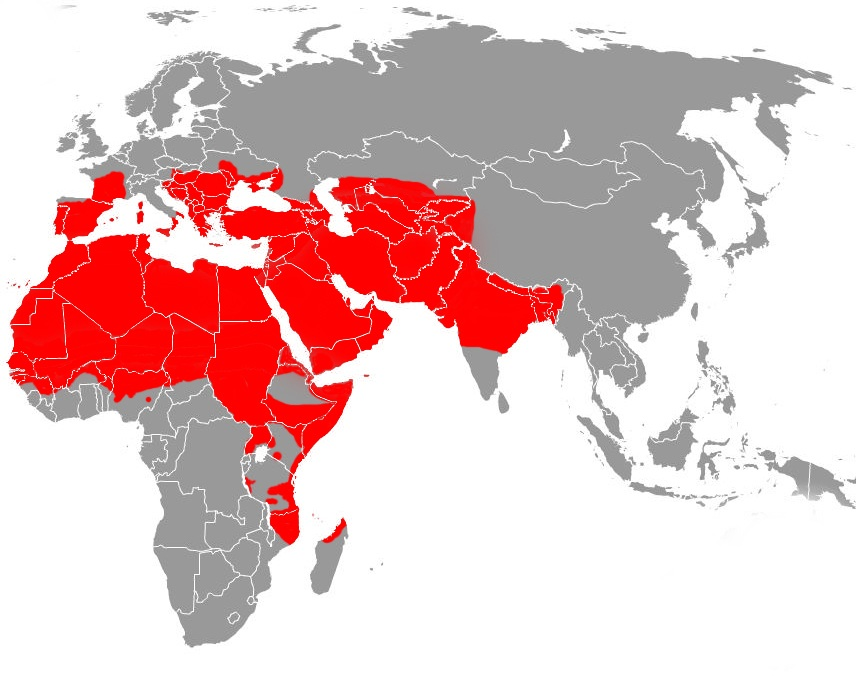
الامتداد الأقصى للدول الإسلامية على مرّ العصور

توسعت الدولة الإسلامية توسعاً كبيراً خلال القرون الأولى من الهجرة، ونظرًا لتداخل الأجناس والأعراق المتباينة داخل الحضارة الإسلامية، الأمر الذي تطلب وجود مؤسسة قضاء ثابتة، لها ما يميزها وما ينظمها داخل الدولة الإسلامية، ومن ثم بدأت هذه المؤسسة في التشكل والظهور منذ عهد النبي.

### القضاء في عصر النبي والخلفاء
فقد كان الرسول هو الذي يتولى الفصل في المنازعات، ومن بعده كان الخلفاء في صدر الإسلام يباشرون القضاء بأنفسهم، وعندما اتسعت الدولة الإسلامية، واختلط المسلمون بغيرهم، وكثرت مهام الخليفة؛ تم تعيين قضاة مستقلين ينوبون عن الخليفة في الفصل بين الخصومات، وكان ذلك في عهد عمر بن الخطاب؛ «فولي أبا الدرداء معه بالمدينة، وولي شريحاً بالبصرة، وولي أبا موسى الأشعري بالكوفة، وكتب له في ذلك الكتاب المشهور الذي تدور عليه أحكام القضاة».

### القضاء في العصر الأموي
وما أن أطل العهد الأموي، حتى استجدت على مؤسسة القضاء مستجدات مهمة؛ حيث تخلى خلفاء بني أمية عن ممارسة القضاء، كما كان في العهدين النبوي والراشدي، فسعوا إلى الفصل بين السلطات، إلا في ثلاثة أشياء أبقاها الأمويون؛ وهي: تعيين القضاة بطريقة مباشرة في عاصمة الخلافة دمشق، والإشراف على أعمال القضاة وأحكامهم ومتابعة شئونهم الخاصة في التعيين والعزل، والإشراف على التزام القضاة بالسلوك القضائي القويم، ثم ممارسة الخلفاء الأمويين لقضاء المظالم، وقضاء الحسبة، وقد أولى خلفاء بني أمية أهمية خاصة، ورعاية كاملة لقضاء المظالم، وحتى أصبح له جهاز كامل ومستقل.

### القضاء في العصر العباسي
وأما في العهد العباسي فقد بلغ التنظيم الإداري للقضاء غايته القصوى، وظهرت فيه تنظيمات كثيرة، وتنبه الخلفاء العباسيون لأهمية القضاء منذ قيام دولتهم، فأصلحوا ما اعتراه من ضعف وتراخ في آخر الخلافة الأموية، ولقد كان الخليفة أبو جعفر المنصور - الذي يُعد المؤسس الحقيقي للخلافة العباسية - يرى أن القاضي إحدى الدعائم الأربع التي لا تصلح الدولة إلا بهم.
ومع كثرة ولايات الخلافة؛ فقد صار تعيين قضاة الأمصار تبعًا لما يراه ولاة هذه الأمصار، إلا أن هناك منصبًا قد استجد في ظل الخلافة العباسية، قد تمثل في تعيين قاضٍ للقضاة، فمع كونه قاضي العاصمة بغداد، إلا أن الخلافة قد أعطت له الحق في تعيين قضاة الأمصار، ومتابعتهم ومراقبتهم والإشراف عليهم وعزلهم؛ ولذلك بلغت مؤسسة القضاء ذروة الاستقلالية التامة في ظل الخلافة العباسية، وأول من كان له الحق في تعيين قضاة الأمصار ومتابعتهم في الخلافة العباسية القاضي أبو يوسف، قاضي الخليفة العباسي هارون الرشيد ووزيره، حيث كان له الحق في تعيين قضاة كل من العراق وخراسان ومصر والشام.
ونتيجة لتوسع مؤسسة القضاء؛ فقد وظفت الخلافة العباسية أعوانا للقاضي - قاضي القضاة وقضاة الأقاليم. يُساعدونه في إتمام القضاء، والفصل في الدعاوى على أحسن وجه، وهم: نائب القاضي، وهو من ينيبه القاضي عنه ليقوم بالقضاء في المدن والقرى، أو يحل محله إذا غاب. وكاتب القاضي أو كاتب المحكمة، وهو الذي يدون أقوال الطرفين والشهود والقاضي، ويرتب القضايا على حسب حضور الخصوم، ويعرضها على القاضي بانتظام، وعدم محاباة إلا لمسافر أو معذور.
والمنادي، وهو الذي يقوم على رأس القاضي لبيان مكانته، والمناداة على الخصوم. والحاجب، وكان من أفراد الشرطة والحرس، ويقوم بالمساهمة في تنظيم أعمال القاضي، والمحافظة على النظام، وترتيب الخصوم، من حيث جلوس الرجال في ناحية، والنساء في ناحية أخرى.
وصاحب المسائل، وقد استجدت هذه الوظيفة في العصر العباسي، وكان الغرض منها تولية التحقيق في المسائل التي يعهد بها القاضي إليه، وأول من استعمله القاضي محمد بن عبد الرحمن بن أبي ليلى، صاحب أبي حنيفة، وقد ذكر الكندي أن المفضل بن فضالة الذي تولى القضاء بمصر سنة (174 هـ) جعل صاحب مسائل؛ ليسأل عن الشهود، أي التعرف على مدى عدالة هؤلاء الشهود أو جرحهم. والقسام، وهو الذي يتولى قسمة الحقوق بين أصحابها، ويضع الحدود بينهم في العقارات، وكان يسمى بالحساب، وقد بين الماوردي صفاته وشروطه.
والأمناء، وهم الأشخاص الذين يكلفهم القضاة ببعض الأعمال المهمة؛ مثل: حفظ أموال اليتامى والقاصرين وناقصي الأهلية والغائبين، وحفظ التركات حتى يتم قسمتها بين الورثة، وكان القاضي سوار بن عبد الله أول من أدخل الأمناء، وأناط بهم محافظة الأموال. وخازن ديوان الحكم، وهو الذي يحفظ أوراق القاضي والوثائق والسجلات والودائع في مكان مخصص، وأضيف إلى هؤلاء الترجمان، وكانت وظيفته ترجمة ما يقوله المدعون أو الخصوم الناطقون بغير اللسان العربي، وقد كثرت هذه الوظيفة في العصر العباسي؛ نتيجة لكثرة الشعوب التي انضوت تحت مظلة الإسلام والخلافة الإسلامية.
وأما مظاهر إجراء المحاكمة وطرق انعقادها فكثيرة ومتنوعة في الحضارة الإسلامية، حيث كان هناك المراسم التي كان بموجبها يتم استدعاء الخصوم أمام القاضي، فقد كان في الأندلس نظام مبتكر يسير عليه القضاة، هو نظام «الطابع»؛ وهي ورقة عليها توقيع القاضي وخاتمة، يتم من خلالها استدعاء الخصوم، لا فرق بين أمير أو مأمور في هذا الاستدعاء.

### القضاء في الدولة العثمانية
مع قيام الدولة العثمانية أصبح للقضاء شأن مهم فيها، ذلك ان الدولة العثمانية قامت على أسس إسلامية أيضا، وأصبح للقضاة الذين عرفوا بفئة(العلماء) مكانة مهمة في المجتمع، وقد شهد العهد العثماني تغييرا مهما في هذا الجهاز، الا وهو فصل الإفتاء عن القضاء، واسندت مهمة إصدار الفتاوى إلى(المفتي)، الذي وجد جنبا إلى جنب مع القاضي. ومن جهة أخرى عمل العثمانيين على وضع تنظيم خاص لسلك القضاة(العلماء) فيما يخص درجاتهم وتعيينهم ومخصصاتهم وصلاحياتهم، ووضع على رأس التنظيم المفتي الأكبر (شيخ الإسلام) الدولة العثمانية، ولم يقتصر تعيين القضاة في الدولة العثمانية على مذهب واحد، فقد وجد إلى جانب قضاة المذهب الحنفي-وهو المذهب الرسمي للدولة العثمانية وتمت إضافة المذاهب الاخري كالمذهب المالكي والشافعي والحنبلي
انقسم قضاء الدولة العثمانية إلى قسمين :
- القضاة الرسميون الذين تم تعيينهم عبر السلطات العليا مباشرة في العاصمة مباشرة.وهم أصحاب المذهب الحنفي.
- أما القسم الثاني يتم تزكيتهم عبر علماء وفقهاء المذاهب الأخرى المالكية والشافعية والحنبلية ولا يتم تعيينهم إلا بعد التصديق عليهم عبر السلطات العليا.

واعلي مناصب القضاء في الدولة العثمانية هو قاضي الإيالة  والقاضي له دور كبير جدا في إدارة شوؤن إيالة أو السنجق الذي يعمل لكثرة مسؤولياته مثل تحديد أسعار البيع للتجار  والضرائب والتصديق علي موظفين الدولة بشتي أنواعهم لتسيير أعمال الدولة.بالإضافة لمهام القاضي الأخرى كالأحكام المدنية والجنائية وإقامة الحدود.
كانت القوانين التي يحكم بها، إبان العهد العثماني، مستمدة من القرآن الكريم والسنة النبوية.

## تعريف القضاء
أولاً: القضاء لغة: القضاء هي مصدرها في اللغة الفعل قضى، وله معانٍ متعددة منها:
1. الحكم: قضى قضاء، أي حكم حكماً، ومنه قول الله تعالى:﴿وَقَضَى رَبُّكَ أَلاَّ تَعْبُدُواْ إِلاَّ إِيَّاهُ وَبِالْوَالِدَيْنِ إِحْسَاناً﴾، أي حكم بذلك.
2. الإحكام والإنفاذ: قال ابن فارس: القاف والضاد والحرف المعتل أصل صحيح يدل على إحكام أمر وإتقانه وإنفاذه لجهته، ولذلك سمي القاضي قاضيًا؛ لأنه يُحكِمُ الأحكام، ويُنفِّذها.[10]
3. الفراغ والانتهاء من الشيء: يقال: قضى حاجته إذا فرغ منها، ومن ذلك قول الله تعالى:﴿فَوَكَزَهُ مُوسَىٰ فَقَضَىٰ عَلَيْهِ﴾، أي قتله وفرغ من قتله.
4. الأداء والإنهاء: تقول قضيت ديني إذا أديته وفرغت منه، قال تعالى:﴿وَقَضَيْنَا إِلَيْهِ ذَٰلِكَ الْأَمْرَ أَنَّ دَابِرَ هَٰؤُلَاءِ مَقْطُوعٌ مُصْبِحِينَ﴾، أي أنهينا إلى عِلمه، وأدينا له بحتمية استئصال آخر هؤلاء القوم في الصباح.
5. الصنع والتقدير: يقال: قضى عمله في ساعة أي أنهاه فيها، يقول الله تعالى:﴿فَقَضَىٰهُنَّ سَبْعَ سَمَٰوَاتٍۢ فِى يَوْمَيْنِ﴾، أي صنعهن وقدرهن.

ثانياً: القضاء اصطلاحاً:
عرفه الحنفية بأنه: فصل الخصومات وقطع المنازعات على وجه مخصوص.
وعرفه المالكية بأنه: الإخبار عن حكم شرعي على سبيل الإلزام.
وعرفه الشافعية بأنه: الحكم بين الناس، أو الإلزام بحكم الشرع.
وعرفه الحنابلة بأنه: تبيين الحكم الشرعي، والإلزام به، وفصل الخصومات.
وعرف ابن خلدون منصب القضاء بأنه: منصب الفصل بين الناس في الخصومات، حسمًا للتداعي، وقطعًا للتنازع، بالأحكام الشرعية المتلقاة من الكتاب والسنة.

## الحكمة من القضاء
القضاء وسيلة الدولة في قمع الظالم، ونصرة المظلوم، وَقَطْعِ الخُصُومَاتِ وإيصال الحقوق إلى أهلها وإقامة الحدود، قال الخرشي: «القَضَاءُ مِنْ أَعْظَمِ المَرَاتِبِ لمِا فِيهِ مِنْ فَصْلِ الخُصُومَاتِ، وَإِقَامَةِ الحُدُودِ، وَنَصْرِ المَظْلُومِ، وَكَفِّ الظَّالِمِ»، وقال ابن قدامة: «إنّ في القضاء أمرًا بالمعروف، ونهيًا عن المنكر، ونصرة المظلوم، وأداء الحق إلى مستحقه، وردًا للظالم عن ظلمه، وإصلاحًا بين الناس، وتخليصا لبعضهم من بعض وذلك من أبواب القرب»، وقال ابن تيمية: «والمقصود من القضاء وصول الحقوق إلى أهلها، وقطع المخاصمة.»

## تعيين القضاة
يتفق الفقهاء في الإسلام على أن الذي يملك ولاية تقليد القضاء هو الإِمام؛ لأن هذه الولاية من المصالح العامة التي يختص بها الإِمام بعموم ولايته؛ إذ هو المستخلف على الأمة والقائم بأمرها والمتكلم بمصلحتها والمسئول عنها، ولا يجوز الافتيات عليه في ذلك، ولا خلاف أن ذلك متعين عليه عند الحاجة وله أن ينيب غيره في ذلك، وله أن يتولاه بنفسه كما كان يفعل الرسول. قال الإِمام أحمد: «لا بد للناس من حاكم (قاض) أتذهب حقوق الناس؟»، وقال ابن تيمية: «يجب على الإِمام أن ينصب حاكمًا (قاضيًا) عند الحاجة والمصلحة إذا لم تصل الحقوق إلى مستحقيها، أو لم يتم فعل الواجب وترك المحرم إلا به، وقد يستغنى عنه الإِمام إذا أمكنه مباشرة الحكم بنفسه، ولهذا كان النبي ﷺ يباشر الحكم، واستيفاء الحساب بنفسه، وفيما بعد عنه يولى من يقوم بالأمر، ولما كثرت الرعية على عهد أبى بكر وعمر والخلفاء استعملوا القضاة».

## أركان القضاء
ولقد ذكر الفقهاء خمس أركان للقضاء وهم:
- القاضي: وهو من يقوم بفصل الخصومة المعروضة أمامه. وقد تقدم أن تعيينه من اختصاص ولي الأمر أو من ينيبه.
- المقضي به: وهو الحكم الذي يصدر عن القاضي لأجل حسم النزاع، وقطع المخاصمة، وهو إما بإلزام المحكوم عليه فيقول: حكمتُ عليك بكذا، وهذا يسمى قضاء إلزام مثل ما يقع من القضاة في القسمة الجبرية، وإما بمنع المنازعة بقوله للمدعي ليس لك حق قبل خصمك بعد عجزك عن الإثبات، وحلف المدعى عليه، وهذا يسمى بقضاء التَّرْك، ويسمى صرف النظر عن الدعوى، ولا بد من أن تكون عبارة الحكم واضحة قاطعة في الدلالة.
- المقضي فيه: ويسمى بالقضية أو الواقعة أو الحادثة، ويقسم إلى أربعة أقسام:

القسم الأول: دعوى يكون الحق فيها لله تعالى كحد الزنا وحد الشرب.
القسم الثاني: يكون الحق فيها للفرد كدعوى زيد على عمرو أنه يطلبه مبلغا محددا من المال.
القسم الثالث: دعوى يجتمع فيها الحقان معا ويكون حق الفرد غالبا كالقصاص والتعزير.
القسم الرابع: دعوى يجتمع فيها الحقان معا ويكون حق الله غالبا كحد القذف وحد السرقة.
- المحكوم عليه: هو من يصدر الحكم ضده وهو الإنسان دائمًا إذ هو الذي يستوفى منه حقوق الشرع، أو حقوق العباد، وأما حقوق الشرع فتستوفى منه سواء وجد مدع عليه أو لا بخلاف حقوق العباد.
- المحكوم له (المقضي له): وهو الذي يدعي الحق، ولا بد أن يدعي الحق المحكوم به، ويطلب الحكم له به، سواء بنفسه أم بواسطة نائب عنه، وكذا لا بد من أن يكون حاضرًا هو أو نائبه. وإذا كان الحق خالصًا لله أو حق الله فيه غالب فإن المحكوم له هو الشرع، وهنا لا تشترط الدعوى من شخص معين يكون صاحب حق وإنما تكون دعوى حسبة يتقدم بها المحتسب ممّن عين رسميًا أو أحد أعوانه أو أي شخص محتسب.

## الشروط اللازم توافرها في القاضي

### البلوغ
اتفق الفقهاء على وجوب توافر شرط البلوغ في القاضي فلا يصح تقليد الصبي القضاء؛ لأن الرسول الله ﷺ أمر بالاستعاذة من إمارة الصبيان فقد روى أحمد بسنده عن أبي هُرَيْرَةَ -رضي الله عنه- قال: سمعت رَسُولَ الله - صلى الله عليه وسلم - يقول: «تَعَوَّذُوا بِالله من رَأْسِ السَّبْعِينَ(1)، وَإِمَارَةِ الصِّبْيَانِ(2)»، والتعوذ لا يكون إلا من شر فيكون تقليد الصبيان للقضاء شرًا وفسادًا في الأرض والمسلمون ممنوعون من ارتكاب الشر والفساد فتكون تولية الصبيان ممنوعة. ولأن الصبي ناقص الأهلية لا ولاية له على نفسه فلا ولاية له على غيره.
ويعتبر البلوغ شرطًا لممارسة التكاليف الشرعية في العبادات والمعاملات، ومرحلة البلوغ هي مرحلة القدرة على تحمل التكاليف والأعباء وهي الاحتلام عند الرجال، ونزول الحيض عند النساء، ويترتب عليه القدرة على الإنجاب وتحمل مسئولية الغير، ووظيفة القضاء تحتاج إلى العقل الناضج المدرك ولا يتأتى هذا قبل البلوغ، ولا يشترط في القاضي أن يكون طاعنًا في السن بل المدار على اجتماع الشروط المعتبرة في ولايته بعد بلوغه، وإن كان الأفضل والأولى أن يكون كبير السن؛ لأن ارتفاع السن يعتبر من باب الوقار والهيبة التي استحبها العلماء.

### العقل
اتفق الفقهاء على اعتبار هذا الشرط فلا يجوز تقليد المجنون، أو المعتوه، أو غير ممحص النظر؛ لكبر أو مرض قياسًا على الصبي؛ لأن القضاء من أعظم وأخطر الولايات فكان لا بد من توفر شرط العقل، وإذا قلد غير العاقل لا يصح قضاؤه ولا ينفذ؛ لأن القضاء يحتاج إلى العاقل الناضج المدرك وهو منعدم مع الجنون.
قال الماوردي: «ولا يكتفى بالعقل الذي يتعلق به التكليف من علمه بالمدركات الضرورية حتى يكون صحيح التمييز جيد الفطنة بعيدًا عن الهوى والغفلة، يتوصل بذكائه إلى إيضاح ما أشكل وفصل ما أعضل».
فلا بد أن يكون القاضي على قدر من الذكاء والفطنة المؤدية إلى استطاعته التمييز السليم لأنه سيتعامل مع معظم فئات المجتمع باختلاف أفهامهم ومداركهم وأساليبهم وطبائعهم فما لم يكن على درجة من الذكاء فقد يخدع، ولا يقلد الساذج الذي يخدع في تصرفاته وهو المعروف بالمغفل في اصطلاح الحنفية؛ لأن تقليده يترتب عليه الإخلال بالمصلحة المقصودة من القضاء فلا يجوز تقليده؛ لأنه تنطلي عليه حيل الشهود، وأكثر الخصوم.

### الحرية
فلا يصح تقليد غير الحر للأمور التالية:
- لأن القضاء من باب الولاية، وغير الحر لا ولاية له على نفسه فلا تكون له ولاية على غيره ففاقد الشيء لا يعطيه، والقضاء من أعلى درجات الولايات.
- ولأنه لم يجز أن يكون شاهدًا فالأولى ألا يكون قاضيًا.
- ولأنه لا يجد وقتا للقضاء لانشغاله بخدمة سيده فلا تتحقق المصلحة بتوليته.
- ولأن الأحرار يستنكفون عادة من ولاية غير الأحرار عليهم فتسقط هيبتهم وذلك يخل بالقضاء، فلا يجوز تقليدهم.

### الإسلام

#### القضاء بين المسلمين
هذا الشرط مجمع عليه بالنسبة للقضاء بين المسلمين فلا يجوز تقليد الكافر القضاء بين المسلمين وإن ولي فلا يصح قضاؤه ولا ينفذ. ويدل على ذلك ما يأتي:
- أن القضاء ولاية ولا ولاية لغير المسلم على المسلم: لقوله تعالى: ﴿وَلَنْ يَجْعَلَ اللَّهُ لِلْكَافِرِينَ عَلَى الْمُؤْمِنِينَ سَبِيلًا﴾ فالآية خبر لفظاً إنشاء معنى أي: أن الله ينهى أن يكون للكافرين على المؤمنين سبيلا، أو يكون المراد ولن يجعل الله للكافرين على المؤمنين سبيلًا مشروعاً، فإن وجد فخلاف الشرع.[44]
- قال تعالى: ﴿إِنَّ الَّذِينَ آمَنُوا وَهَاجَرُوا وَجَاهَدُوا بِأَمْوَالِهِمْ وَأَنْفُسِهِمْ فِي سَبِيلِ اللَّهِ وَالَّذِينَ آوَوْا وَنَصَرُوا أُولَئِكَ بَعْضُهُمْ أَوْلِيَاءُ بَعْضٍ﴾، فقد بينت الآية أن الولاية للمسلم على المسلم.
- قال تعالى: ﴿يَا أَيُّهَا الَّذِينَ آمَنُوا لَا تَتَّخِذُوا بِطَانَةً مِنْ دُونِكُمْ لَا يَأْلُونَكُمْ خَبَالًا وَدُّوا مَا عَنِتُّمْ قَدْ بَدَتِ الْبَغْضَاءُ مِنْ أَفْوَاهِهِمْ وَمَا تُخْفِي صُدُورُهُمْ أَكْبَرُ﴾، فقد نهى الله عن اتخاذ البطانة(3) من غير المؤمنين وذلك يدل على عدم جواز اتخاذ الكافر قاضيًا.
- قال تعالى: ﴿يَا أَيُّهَا الَّذِينَ آمَنُوا أَطِيعُوا اللَّهَ وَأَطِيعُوا الرَّسُولَ وَأُولِي الْأَمْرِ مِنْكُمْ﴾ فلفظ منكم يدل على أن صاحب الولاية أيًا كانت ينبغي أن يكون مسلمًا.
- نبه النبي ﷺ إلى التكافؤ بين المسلمين وأن غيرهم ليسوا بأكفاء لهم فقال: «المُؤْمِنُونَ تَتكَافَأُ دِمَاؤُهُمْ وَيَسْعَى بِذِمَّتِهِمْ أَدْنَاهُمْ وَهُمْ يَدٌ على من سِوَاهُمْ ألا لاَ يُقْتَلُ مُؤْمِنٌ بِكَافِرٍ وَلاَ ذُو عَهْدٍ في عَهْدِهِ»(4)

#### القضاء بين غير المسلمين
فذهب الجمهور إلى اشتراط الإِسلام في القاضي أيضًا ودليلهم قوله تعالى: ﴿حَتَّى يُعْطُوا الْجِزْيَةَ عَنْ يَدٍ وَهُمْ صَاغِرُونَ﴾، وجه الاستدلال: أن تقليدهم القضاء يفضي إلى نفوذ الأحكام منهم وهو ينفي الصغار عنهم فلا يجوز. وذهب الأحناف إلى أنه يجوز أن يكون القاضي بينهم غير مسلم فيقضي الذمي بين الذميين ويصح قضاؤه وينفذ. قال ابن عابدين: وتقليد الذمي ليحكم بين أهل الذمة صحيح لا بين المسلمين، ودليلهم في ذلك قوله تعالى: ﴿يَا أَيُّهَا الَّذِينَ آمَنُوا لَا تَتَّخِذُوا الْيَهُودَ وَالنَّصَارَى أَوْلِيَاءَ بَعْضُهُمْ أَوْلِيَاءُ بَعْضٍ﴾، فقد أفادت الآية ولاية بعضهم على بعض فيتناول ذلك ولاية القضاء.
والراجح هو ما ذهب إليه الأحناف لقوة الدليل لديهم، ولأن هذا ما جرى العمل عليه في البلاد الإسلامية منذ فجر التاريخ الإسلامي، وبالتالي تواتر العمل على ذلك يدل على جوازه لأن الصحابة ومن بعدهم التابعين، وجماعة المسلمين تعاملوا مع القضاء بين الذمين من قبل أنفسهم بالقبول.

### سلامة الحواس
التي لها اتصال بالقضاء وهي السمع، والبصر، والكلام، فإذا اجتمعت الآفات الثلاث في شخص فلا يجوز تقليده القضاء حينئذ؛ لأنه لا تقبل شهادته، فلا تقبل ولايته؛ لأن الشهادة ولاية خاصة والقضاء ولاية عامة، ولكن لو فقد القاضي أحد هذه الحواس الثلاث وليس جميعها، فحكم توليته:
أما السمع: فيشترط في القاضي أن يكون سميعاً فلا تصح ولاية الأصم القضاء؛ لأنه لا يسمع كلام الخصوم فلا يفرق بين إقرار وإنكار ولا يميز بين أصوات الخصوم والشهود ولا يستطيع أن يتحقق من أصوات كل منهم من أجل التحقق من الصدق أو الكذب في الادعاء المقام أمامه أو مدى صدق الشهود أو كذبهم.
أما ثقيل السمع: وهو الذي يسمع عالي الأصوات ولا يسمع خافتها ويسمى الأطرش فتقليده جائز صحيح؛ لأنه يسمع الكلام عند الأئمة الثلاثة وهو أصح القولين عند الحنفية وإن كان الأفضل تقليد كامل السمع.
وأما البصر: فإن به يمكن التمييز بين الخصوم من مدع ومدعى عليه أو مقر ومقر له، بالإضافة إلى استطاعة القاضي التمييز بين الشهود وحاسة البصر لها أهمية كبرى في بيان ما يظهر على الماثلين أمام القاضي من تأثيرات تبدو على وجوههم وتصرفاتهم نتيجة الاطمئنان أو الخوف أو الذعر وهذا كله يساعد على إثبات صدقهم أو كذبهم سواء في الادعاء أو الشهادة فلا يصح تقليد الأعمى القضاء عند الجمهور؛ لأنه لا يعرف المدعي من المدعى عليه، ولا المقر من المقر له، ولا الشاهد من المشهود له أو عليه، فيدخل الخلل على المقصود من القضاء فلا يجوز تقليده.
وأما الكلام: فهو شرط فلا يصح تقليد الأخرس القضاء؛ لأنه لا يمكنه النطق بالحكم ولا يفهم جميع الناس إشارته فيدب الخلل إلى القضاء.
أما سلامة الأعضاء من العاهات الأخرى: فلا تشترط قال الماوردي: «أما سلامة الأعضاء فغير معتبرة فيه وإن كانت معتبرة في الإمامة فيجوز أن يقضي وإن كان مقعدًا ذا زمانه وإن كانت السلامة من الآفات أهيب لذوي الولاية، ومثل هذا يقال في شأن ضعيف النطق أو السمع أو البصر لعدم فوات المقصود من ولايته القضاء»

### العدالة
هي استواء أحوال الشخص في دينه، واعتدال أقواله، وأفعاله، ويعتبر للعدالة شيئان: إحداهما: الصلاح في الدين، وهو نوعان: إحداهما: أداء الفرائض أي: الصلوات الخمس والجمعة بسننها الراتبة، فلا تقبل الشهادة ممّن داوم على تركها؛ لأن تهاونه بالسنن يدل على عدم محافظته على أسباب دينه، وكذا المحافظة على ما وجب من صوم وزكاة وحج، أما الأخر فهو: اجتناب المحارم، بأن لا يأتي كبيرة ولا يدمن على صغيرة، والكبيرة: ما فيه حد في الدنيا، أو وعيد في الآخرة، أو غضب، أو نفي الإيمان، أو لعنة مثل: أكل الربا وأكل مال اليتم وشهادة الزور وعقوق الوالدين، والصغيرة ما دون ذلك من المحرمات كسب الناس بما دون القذف، واستماع كلام النساء الأجانب على وجه التلذذ به، والنظر المحرم.

#### آراء الفقهاء في اشتراط العدالة في القاضي
1. ذهب الشافعية والحنابلة والمالكية في الأصح والحنفية في رواية إلى اشتراط العدالة بحيث إذا ولي الفاسق القضاء أثم موليه ولم تصح، وبطلت ولايته، ولا ينفذ شيء من قضائه ولو صادف الحق،[11][13][17][39] ودليلهم قوله تعالى: ﴿يَا أَيُّهَا الَّذِينَ آمَنُوا إِنْ جَاءَكُمْ فَاسِقٌ بِنَبَإٍ فَتَبَيَّنُوا﴾، وجه الاستدلال: إن الله تعالى أمر بالتبيّن والتثبت عند إخبار الفاسق وهذا يقتضي تأخير قبوله إلى حين التبيّن والتثبت فلو صح تقليد القاضي الفاسق لأدى إلى تأخير قبول حكمه إلى حين التبيّن وهذا لا يجوز لما فيه من تأخير للقضاء الذي يجب أن ينفذ على الفور.[39]
2. وذهب الحنفية في ظاهر الرواية ومعهم طائفة من المالكية[11][13] إلى أن العدالة شرط كمال لا شرط جواز وصحة بمعنى أنه إذا ولي الفاسق القضاء أثم موليه ولكن تصح ولايته وينفذ قضاؤه رغم ذلك، على أن نفاذ كل قضاء مشروط بموافقة الشرع، فهذا الشرط متفق على اعتباره في جواز التقليد،[34] ودليلهم قوله تعالى: قال تعالى: ﴿يَا أَيُّهَا الَّذِينَ آمَنُوا إِنْ جَاءَكُمْ فَاسِقٌ بِنَبَإٍ فَتَبَيَّنُوا﴾. وجه الاستدلال: إن الأمر بالتبيّن عند إخبار الفاسق دليل على قبول خبره بعد التبيّن وإلا لما كان للأمر بالتبين معنى.

الراجح: هو ما ذهب إليه الجمهور، لأن وجه استدلال الفريق الأخرى ليس دقيق لأن المراد بالتبيّن ليس التثبت كما قال بذلك الحنفية وإنما المراد أن شهادة الفاسق تثير ظنًا وشبهةً ولكن هذا الظن لا يكفي للقبول فهو محمول على غير القضاء أما القضاء، فإنه يترتب عليه تأخير تنفيذ حكم القاضي إلى بعد التبين، وهذا لا يليق بمنصب القضاء لوجوب صدور الحكم فورًا.

### الاجتهاد
أن يكون القاضي عالمًا بالأحكام الشرعية علمًا يصل به إلى درجة الاجتهاد. وقد عرفه النووي: «المجتهد هو من عرف من القرآن والسنة ما يتعلق بالأحكام: خاصه، وعامه ومجمله، ومبينه، وناسخه، ومنسوخه، ومتواتر السنة وغيره، والمتصل والمرسل، وحال الرواة قوةً وضعفًا، ولسان العرب لغةً ونحوا، وأقوال العلماء من الصحابة فمن بعدهم إجماعًا واختلافا، والقياس بأنواعه».
وقال ابن النجار: «هو استفراغ الفقيه وسعه في درك حكم شرعي»
وعلى هذا فالاجتهاد يتحقق بتحصيل ما يلي:
1. عليه بكتاب الله  على الوجه الذي تصح به معرفة ما تضمنه من الأحكام ناسخًا ومنسوخا ومحكمًا ومتشابها، وعمومًا وخصوصا ومجملًا ومفسرا عالمًا بآيات الأحكام وبما يمكنه من الرجوع إلى أي منها متى شاء.
2. علمه بسنة رسول الله الثابتة من أقواله وأفعاله وتقريراته وطرق ورودها والتواتر والأحاد وما كان عن سبب أو إطلاق، عالمًا بمظان أحاديث الأحكام متنًا وسندا وحال الرواة والجرح والتعديل فيها.
3. علمه بتأويل السلف فيما اجتمعوا عليه واختلفوا فيه ليتبع الإجماع ويجتهد برأيه في الاختلاف.
4. علمه بالقياس الموجب لرد الفروع المسكوت عنها إلى الأصول المنطوق بها أو المجمع عليها حيث يجد طريقًا إلى العلم بأحكام النوازل وتمييز الحق من الباطل.
5. علمه باللغة العربية علمًا يؤهله لمعرفة معاني الألفاظ.
6. علمه بأصول الفقه وقواعده العامة وأدلته الإجمالية وكيفية الاستفادة منها وحال المستفيد، ليزن نفسه بهذه المقاييس فيقدم على الاجتهاد إذا تحققت شروطه ويحجم عنه إذا اختلفت الشروط.
7. أن يكون عالمًا بمقاصد الشريعة في وضع الأحكام ومدركًا لأسرارها ومراميها خبيًرا بمصالح الناس وأعرافهم حتى تكون اجتهاداته ملائمة لمقاصد الشرع مراعية لمصالح الناس بدفع المفاسد وجلب المنافع.
8. أن يكون عارفا بشئون عصره؛ لأن الاجتهاد مرادف للإفتاء ولا بد للمفتي من معرفة واقعة الاستفتاء؛ لتكون الفتوى جديدة تعالج الواقع القائم.

وهذا القدر المطلوب في الاجتهاد المطلق أما الاجتهاد الجزئي الخاص بمسألة فالمطلوب تحصيل ما يخص الجزئية المستفتى فيها والمجتهد فيها.

#### آراء الفقهاء في اشتراط الاجتهاد للقضاء
اختلف الفقهاء في شأن الاجتهاد هل هو شرط جواز وصحة؟ أو أنه شرط أولوية واستحباب.
- ذهب الشافعية والحنابلة وجماهير المالكية وبعض الحنفية إلى أنه يشترط في القاضي أن يكون مجتهدًا أي له أهلية استنباط الأحكام من الأدلة، وبناء على هذا فلو ولي المقلد أو الجاهل لم يصح تقليده وأحكامه غير نافذة ولو صادفت الحق، إذ لا ولاية له فإن لم يوجد مجتهد فهذا هو مكان قضاء الضرورة،[11][13][35] ودليلهم في ذلك قال تعالى: ﴿فَإِنْ تَنَازَعْتُمْ فِي شَيْءٍ فَرُدُّوهُ إِلَى اللَّهِ وَالرَّسُولِ﴾.

وجه الاستدلال: فإن الرد إلى الله معناه الرد إلى كتابه والرد إلى الرسول معناه الرد إلى سنته ولا يتأتى الرد إلى الكتاب والسنة إلا من المجتهد فلا بد أن يكون من يفصل في النزاع مجتهداً.
- وذهب الحنفية إلى عدم اشتراط الاجتهاد في القاضي فيجوز تقليد المقلد

قال الكاساني: 
«وَأَمَّا العِلمُ بِالحلَالِ وَالحَرَامِ وَسَائِرِ الأَحْكَامِ فَهَل هو شَرْطُ جَوَازِ التَّقْلِيدِ عِنْدَنَا ليس بِشَرْطِ الجوَازِ بَل شَرْطُ النَّدْب وَالِاسْتِحْبَابِ وَعِنْدَ أَصْحَابِ الحديث كَوْنُهُ عَالِمًا بِالحلَالِ وَالحَرَامِ وَسَائِرِ الأحْكَامِ مع بُلُوغِ دَرَجَةِ الِاجْتِهَادِ في ذلك شَرْطُ جَوَازِ التَّقْلِيدِ كما قالوا في الإِمَامِ الأَعْظَمِ وَعِنْدَنَا هذا ليس بِشَرْطِ الجَوَازِ في الإِمَامِ الأَعْظَمِ, لِأَنهُ يُمْكِنُهُ أَنْ يَقْضيَ بِعِلمِ غَيْرِهِ بِالرُّجُوعِ إلَى فَتْوَى غَيْرِهِ من العُلَمَاءِ فَكَذَا في القَاضِي لَكِنْ مع هذا لَا يَنْبَغِي أَنْ يُقَلَّدَ الجاهِلُ بِالأَحْكَامِ، لِأَنَّ الجاهِلَ بِنَفْسِهِ ما يُفْسِدُ أَكْثر مِمَّا يُصْلِحُ بَل يَقْضِي بِالبَاطِلِ من حَيْثُ لَا يَشْعُرُ بِهِ. . . إلَّا أنَّهُ لو قُلِّدَ جَازَ عِنْدَنَا، لِأنَّهُ يَقْدِرُ على القَضَاءِ بِالحقِّ بعِلمِ غَيْرِهِ بِالِاسْتِفْتَاءِ من الفُقَهَاءِ فَكَانَ تَقْلِيدُهُ جَائِزًا. . . حتى يَنْفُذَ قَضَايَاهُ التي لم يجاوِزْ فيها حَدَّ الشَّرْعِ»
ودليلهم في ذلك إن تقليد المقلد أو حتى الجاهل يحصل به الغرض من القضاء، وهو فصل الخصومات وقطع المنازعات وإيصال الحق إلى مستحقه، إذ يمكن أن يقضي بعلم غيره بالرجوع إلى قوله ورأيه وفتواه.
الراجح: رجحان رأي القائلين باشتراط الاجتهاد عند توفره وإمكانية شغل مناصب القضاء من المجتهدين. أما إذا لم يوجد المجتهد حقيقةً أو حكما، فإن الفقهاء متفقون على صحة تقليد المقلد أو الإلزام بالحكم بمذهب معين وذلك للضرورة عند الجمهور، ولجواز تقليد المفضول مع وجود الفاضل عند الفريق الثاني، لكن لا يلزم من ذلك جواز تولية القاضي الجاهل بناء على أنه يمكنه الحكم بفتوى غيره؛ لأنه وإن عرف الحكم بفتوى غيره إلا أنه لا يعرف إيقاعه وتطبيقه على موضوع القضية المعروضة عليه؛ لأن ذلك يحتاج إلى زيادة نظر لا تتوفر عنده وعليه فأقل درجات المقلد من التأهل في العلم والفهم ويستطيع استخراج الحكم من كتب المذهب.

### الذكورة
هناك خلاف كبير في الفقه الإسلامي حول جواز تولية المرآة المناصب الحساسة، مثل رئاسة الدولة أو القضاء، فقد اختلف الفقهاء حول جواز تولية المرأة لمنصب القضاء على ثلاثة أقوال:
الأول: ذهب جمهور الفقهاء - المالكية والشافعية والحنابلة وزفر من الحنفية - إلى أنه لا يجوز توليه المرأة القضاء وإذا وليت أثم موليها وبطلت ولايتها ولا ينفذ قضاؤها ولو وافق الحق، واستدلوا بقوله تعالى: ال الله تعالى: ﴿الرِّجَالُ قَوَّامُونَ عَلَى النِّسَاءِ بِمَا فَضَّلَ اللَّهُ بَعْضَهُمْ عَلَى بَعْضٍ وَبِمَا أَنْفَقُوا مِنْ أَمْوَالِهِمْ﴾.
وجه الاستدلال: إن الآية أفادت حصر القوامة في الرجال؛ لأن المبتدأ المعرف بأل منحصر في خبره حصرًا إضافيًا، ومعناه القوامة للرجال على النساء لا العكس وهذا يفيد عدم جواز تولية المرأة القضاء وإلا كانت الولاية للنساء على الرجال، فالمرأة إذا لم تمنح القوامة في البيت فكيف يحق لها أن تتولى الوظائف الكبرى ومنها القضاء.
الثاني: نسب إلى ابن جرير الطبري(5)، وابن القاسم من المالكية(6)، وبه قال ابن حزم الظاهري(7) أن الذكورة ليست شرط جواز ولا صحة فيجوز تولية المرأة القضاء وإذا وليت لا يأثم موليها وتكون ولايتها صحيحة وأحكامها نافذة، استدلوا من الكتاب بقوله تعالى: ﴿وَلَهُنَّ مِثْلُ الَّذِي عَلَيْهِنَّ بِالْمَعْرُوفِ﴾
وجه الاستدلال: إن الآية أفادت المساواة بين الرجل والمرأة في الحقوق والواجبات وهي مساواة عامة لم يرد عليها استثناء
الثالث: ذهب أكثر الحنفية ما عدا زفر إلى أنه يجوز للمرأة أن تتولى القضاء في الأموال ولا يجوز أن تتولاه في الحدود والقصاص.
قال في الهداية: يجوز قضاء المرأة في كل شيء إلا في الحدود والقصاص اعتبارًا بشهادتها فيهما.

قال الكاساني: 
«وَأَمَّا الذُّكُورَةُ فَلَيْسَتْ من شَرْطِ جَوَازِ التَّقْلِيدِ في الجُمْلَةِ؛ لِأَنَّ المَرْأَةَ من أَهْلِ الشَّهَادَاتِ في الجُمْلَةِ إلَّا أنها لَا تَقْضي بِالحُدُودِ وَالقِصَاصِ؛ لأنها لَا شَهَادَةَ لها في ذلك وَأَهْلِيَّةُ القَضَاءِ تَدُورُ مع أَهْلِيَّةِ الشَّهَادَةِ».
وهناك اتجاه آخر في المذهب الحنفي يجيز قضاءها في غير حد وقود مع إثم المولى لها.

قال في مجمع الأنهر: 
«ويجوز قضاء المرأة في جميع الحقوق لكونها من أهل الشهادة لكن يأثم المولي لها للحديث «لن يفلح قوم ولوا أمرهم امرأة» وتقضي في غير حد وقود إذ لا يجري فيهما شهادتها»

## واجبات القاضي في الإسلام
فرض الإسلام على القاضي واجبات عدة وهي في الوقت ذاته تعتبر من حقوق المتقاضين من ناحية أخرى، وإذا استثنينا واجبًا أساسيًّا على كل قاضٍ وحاكم في الشريعة الإسلامية، ألا وهو الحكم بأحكام الشريعة الإسلامية؛ فإنه ليس لقاضٍ أن يَحِيد عن النصوص الشرعية في الحياة الإسلامية؛ فإن واجبات القاضي تتمثل فيما يلي:
- ألاَّ يحكم القاضي في قضية من القضايا وقتَ الانفعال النفسي أو العاطفي، أو أي انفعال آخر؛ كالغضب، والجوع، والعطش، بل يختار الوقت المناسب لإجراء القضاء؛ بحيث يكون مطمئنَّ القلب، هادئ النفس، فلا يحكم بين المتخاصمين وهو غضبان، فقد قلل رسول الله ﷺ: «لا يَقضينَّ حَكَمٌ بين اثنين وهو غضبان»[62]، وقد قاس الفقهاء على الغضب أحوالاً كثيرة، فاعتبروا: «كل ما شغل فكرَ القاضي عن التأمل، والتدبر، والنظر، حكمه حكم الغضب؛ فلا يجوز للقاضي أن ينظر في القضاء، أو يجلس إليه، وهو في حالة من الجوع المفرط، والعطش الشديد، والوجع المزعج، ومدافعة أحد الأخبثين، وشدة النعاس، والهم والغم، والحزن والفرح».[63]
- التفرغ للقضاء: فلا ينبغي للقاضي العمل بأي مهنة يتعامل فيها مع الآخرين، وتدرُّ عليه ربحًا كالتجارة وغيرها؛ لأن ذلك يؤدي إلى تهاون الناس مع القاضي التاجر ومحاباته؛ طمعًا في ظلمه، فهو شبيه بالهدية والرشوة، وهذا يظهر من قول شريح عندما اشترط عمر بن الخطاب عليه بعد أن ولاه منصب القضاء بألا يبيع، ولا يبتاع، ولا يرشي، ولا يقضي وأهو غضبان.[64]

وقد فرض المسلمون لأبي بكر  راتبًا بدل تفرغه للولاية، فقد «حمل أبو بكر الصديق  في اليوم الأول لتوليه الخلافة أقمشتَه، وكان يتعيش من تجارة القماش، وخرج لبيعها؛ فلقيه في الطريق إلى السوق عمرُ  فسأله: أين تريد؟ قال: السوق، قال: تصنع هذا وقد ولِّيت أمر المسلمين؟ قال: ومن أين أُطعِم عيالي؟ قال عمر: انطلق يَفرِض لك أبو عبيدة - وكان أبو عبيدة خازنًا لبيت المال، وهو أمين هذه الأمة كما سمَّاه رسول الله ﷺ فانطلقا إلى أبي عبيدة، فقال: أفرض لك قوت رجل من المهاجرين، ليس بفضلهم ولا بأوكسهم، وكسوة الشتاء والصيف، إذا أخلقت شيئًا رددته وأخذت غيره، فلما حضر أبا بكر الموتُ، قال: قد كنت قلت لعمر: إني أخاف ألا يسعني أن آكل من هذا المال شيئًا، فغلبني، فإذا أنا مت، فخذوا من مالي ثمانية آلاف درهم وردوها إلى بيت المال، وكان أبو عبيدة خازن بيت المال، قد قدر له أربعة آلاف درهم سنويًّا للنفقة التي ذكرها، فلما جاؤوا بها إلى عمر  قال: رحم الله أبا بكر؛ لقد أَتْعَب من بعده تعبًا شديدًا».
- التسوية بين المتخاصمين: يجب على القاضي المسلم أن يُجلس الخصمين أمامه؛ فيسوِّي بينهما، ولا يُحَابِي أحدًا على آخر، فقد روي أن عمر بن الخطاب  وأبي بن كعب، اختصما في حادثة إلى زيد بن ثابت، فألقى زيد لسيدنا عمر  وسادة، فقال عمر : هذا أول جَوْرك، وجلس بين يديه[66]، ولا يقدح في هذا الواجب - التسوية بين المتخاصمين - مراعاةُ تقديم الخصوم بحسب حضورهم إلى مجلس القضاء، إلا لضرورة يراها القاضي مناسبة كأن يكون أحد الخصمين غريبًا، يقول عمر : «قدِّم الغريب؛ فإنك إذا لم ترفع له رأسًا، ذهب وضاع حقه، فتكون أنت الذي ضيَّعته[66]».

ولا يقدح كذلك في واجب التسوية بين المتخاصمين تقديمُ القاضي للدعوى المشفوعة بحضور الشاهدين على الدعوى التي لم يُحضِر صاحبُها شهودَه؛ لقول رسول الله ﷺ: «أكرموا الشهود؛ فإن الله - تعالى - يستخرج بهم الحقوق، ويدفع بهم الظلم».
- الشورى: على القاضي أن يستشير أهل العلم في المسألة التي يتشكك فيها، قال - تعالى -: ﴿فَاسْأَلُوا أَهْلَ الذِّكْرِ إِنْ كُنْتُمْ لَا تَعْلَمُونَ﴾.

ويقول : ﴿وَشَاوِرْهُمْ فِي الْأَمْرِ﴾، وقد استشار الصحابة بعضهم بعضًا؛ فقد استشار أبو بكر  الصحابةَ في ميراث الجَدَّة، واستشار عمر بن الخطاب  في حد شارب الخمر، وشاور في حق المرأة على زوجها، فقد روي أن: «كعب بن سوار كان جالسًا عند عمر، فجاءت امرأة، فقالت: يا أمير المؤمنين، ما رأيت رجلاً قط أفضل من زوجي، والله أنه ليَبِيت ليله قائمًا، ويظل نهاره صائمًا في اليوم الحار ما يُفطِر، فاستغفر لها وأثنى عليها، وقال: مثلك أثنَى الخير، قال: واستحيت المرأة، فقامت راجعة، فقال: يا أمير المؤمنين، هل أَعدَيت المرأة على زوجها، قال: وما شكت؟ قال: شكت زوجها أشدَّ الشكاية، قال: أوَ ذاك أرادت؟ قال: نعم، قال: ردُّوا عليَّ المرأة، فقال: لا بأس بالحق أن تقوليه، إن هذا زعم أنك جئتِ تشكين زوجك، أنه يجتنب فراشك، قالت: أجل إني امرأة شابة، وإني لأبتغي ما يبتغي النساء، فأرسل إلى زوجها فجاء، فقال لكعب: اقض بينهما، قال: أمير المؤمنين أحقُّ أن يقضي بينهما، قال: عزمتُ عليك لتقضين بينهما؛ فإنك فهمتَ من أمرها مالم أفهم، قال: فإني أرى كأنه عليها ثلاث نسوة هي رابعتهن، فأقضي له بثلاثة أيام يتعبَّد فيهن، ولها يوم وليلة، فقال عمر: والله ما رأيك الأول أعجب إليَّ من الآخر، اذهب فأنت قاضٍ على البصرة».
- النمو العلمي والمِهنِي والتربوي للقاضي: فمن واجب القاضي المسلم أن يُكثِر من مطالعاته العلمية، ودراساته في القضاء؛ حتى يتسع أُفُقه في المهنة التي تحمَّل أعباءها ومسؤولياتِها أمام الله وأمام الناس، وعليه أن يربِّي نفسه على التقوى والعبادة والزهد، ويصطبر على كل ذلك.[13]

## وصلات خارجية
- القضاء في الإسلام - موقع الألوكة
- القاضي في الإسلام.. مهامه ومكانته - أ.د. راغب السرجاني - موقع قصة الإسلام
- القضاء في الإسلام - موقع طريق الإسلام

## الهوامش
1. قال الشوكاني: أَمَرَهُ - صلى الله عليه وسلم - بِالتَّعَوُّذِ من رَأْسِ السبْعِينَ لَعَلَّهُ لما ظَهَرَ فيها من الفِتَنِ العَظِيمَةِ منها قَتْلُ الحُسَيْنِ، وَوَقْعَةُ الحرَّةِ وَغَيْرِ ذلك مِمَّا وَقَعَ في عَشْرِ السَّبْعِينَ.
2. وهو في مصنف ابن أبي شيبة برقم (37235). قال الهيثمي: رجال أحمد رجال الصحيح غير كامل بن العلاء وهو ثقة. وصححه الألباني في السلسلة «الصحيحة» برقم (3191).
3. بطانة الرجل: خاصته الذين يفضي إليهم بأسراره، شبه ببطانة الثوب؛ لأنه يلي البدن.
4. مسند أحمد بن حنبل، سنن أبي داود، برقم (2751)، سنن النسائي الكبرى، برقم (8681)، سنن ابن ماجه، برقم (2683)، المستدرك على الصحيحين برقم (2623)، وقال: هذا حديث صحيح على شرط الشيخين، ووافقه الذهبي، المنتقى لابن الجارود، برقم (771)، صحيح ابن حبان، برقم (5996)، وحسنه محققه شعيب الأرنؤوط. قال ابن الملقن: هذا الحديث صحيح أخرجه أبو داود، والنسائيُّ، والحاكم. البدر المنير. وصححه الألباني في الإرواء، برقم (2208).
5. قال ابن العربي: نُقل عن محمَّد بن جرير الطبري إمام الدين أنه يجوز أن تكون المرأة قاضية ولم يصح ذلك عنه.
6. ورد في مواهب الجليل: روى ابن أبي مريم عن ابن القاسم جواز ولاية المرأة، قال ابن عرفة: قال ابن زرقون: أظنه فيما تجوز فيه شهادتها، قال ابن عبد السلام: لا حاجة لهذا التأويل لاحتمال أن يكون ابن القاسم قال يقول الحسن والطبريُّ بإجازة ولايتها القضاء مطلقا، قلتُ: الأظهر قول ابن زرقون.
7. قال ابن حزم: مَسْأَلةٌ: وجَائِزٌ أَنْ تِليَ المَرْأةُ الحُكْمَ، وقد رُوِيَ عن عُمَرَ بن الخَطَّابِ أنَّهُ وَلَّى الشِّفَاءَ امْرَأَةً من قَوْمِهِ السُّوقَ.